# 1816

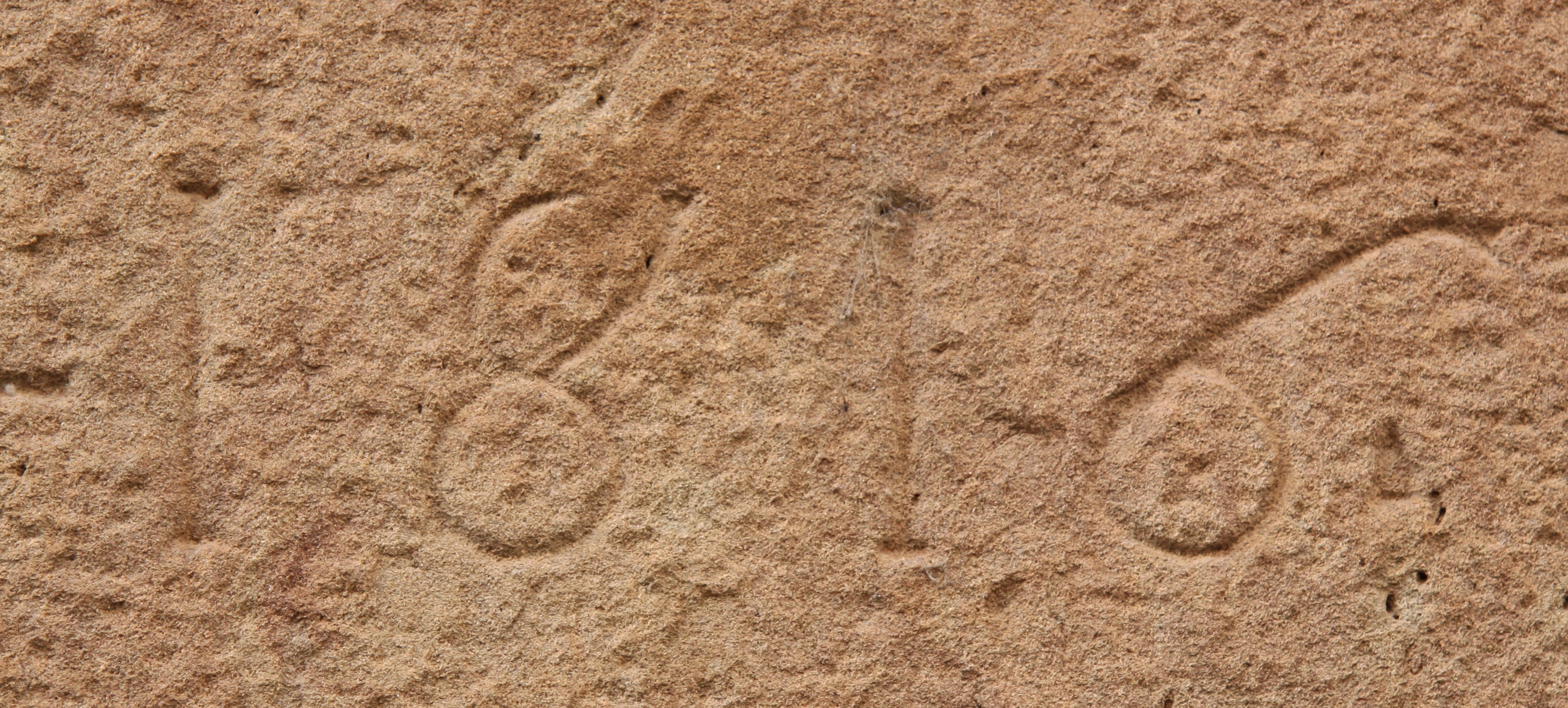
Llinda d'una casa del carrer del Pont de Santa Pau

## Esdeveniments
Països Catalans
Resta del món
- 20 de febrer, el príncep-regent Joan VI de Portugal esdevé rei de Portugal i Brasil.
- 9 de juliol - Les Províncies Unides del Riu de la Plata proclamen la seva independència d'Espanya.
- 12 de desembre - Es crea el Regne de les Dues Sicílies amb la unificació del Regne de Sicília i el Regne de Nàpols i Ferran I de les Dues Sicílies n'és el seu primer rei.

Data desconegudad
- Any conegut com a "Any sense estiu" a causa de l'erupció del volcà Tambora.
- Banjul (Gàmbia): Es funda la ciutat portuària amb el nom de Bathurst.
- René Laerinec inventa el Fonendoscopi.
- Robert Stirling patenta el Motor Stirling.
- Es desenvolupa un rail capaç de suportar trens pesants.

## Naixements
Països Catalans
- 10 d'abril, Tortosa: Jaume Tió i Noé, poeta, dramaturg i publicista tortosí (m. 1844).[1]
- 21 d'abril - Benaguasil, Camp de Túria: Joan Baptista Plasència i Valls, organista, compositor valencià (m. 1855).[2]
- 27 de maig - Barcelona: Antoni Rovira i Trias, arquitecte (m. 1889).[3]

- 4 de juliol - Calaf, Anoia: Laureà Figuerola i Ballester, economista i polític català.

Resta del món
- 13 de gener - Lenthe, Prússia: Werner von Siemens, inventor alemany (m. 1892)
- 18 de gener - Alt Ruppin: Ferdinand Möhring, compositor, director d'orquestra i organista alemany.
- 22 de gener - Nova York: Catherine Wolfe Bruce, destacada filantropa estatunidenca i mecenes de l'astronomia (m. 1900).[4]
- 9 d'abril - Lusigny-sur-Barse (França): Charles-Eugène Delaunay, matemàtic i astrònom francès (m. 1872).[5]
- 13 d'abril - Sheffield (Anglaterra): William Sterndale Bennett, compositor i organista anglès (m. 1875)[6]
- 21 d'abril -Thornton, Yorkshire (Anglaterra): Charlotte Brontë, escriptora anglesa (m. 1855)[7]
- 17 de maig - Metz (França): Théodore-Joseph Boudet de Puymaigre, folklorista i historiador de la literatura francès (m. 1901).[8]
- 4 de juny - Santiago de Xile: Dorotea de Chopitea, laica salesiana xilena i catalana, promotora d'obres socials (m. 1891).[9]
- 4 de setembre - Marsella, Provença (França): François Bazin, compositor francès (m. 1878).[10]
- 15 d'octubre - Ploemeur, prop de Lorient, Bretanya, Henri Dupuy de Lôme, enginyer naval francès (m. 1885).[11]
- 17 de novembre - Mýto (República Txeca): August Wilhelm Ambros, compositor, musicòleg i crític musical austríac (m. 1876).[12]
- 18 de novembre, Quedlingburg: Carl Ludwig Thiele, compositor (m. 1848).[10]
- Londres - Regne Unit: Edward Francis Rimbault, musicògraf i compositor anglès.
- Brandenburg: David Hermann Engel, compositor

## Necrològiques
Països Catalans
- 11 d'octubre - Roma: Joaquim Pla, jesuïta i reputat lingüista nascut a les Terres de l'Ebre.
- 24 de desembre - Las Lagunas, Mèxic: Manuel Tolsà, arquitecte i escultor neoclàssic valencià.

Resta del món
- 20 de març, Rio de Janeiro, Brasil: Maria I de Portugal, reina de Portugal (1777 – 1816) (n. 1734).[13]
- 7 d'abril - Brandenburg an der Havel, Marcgraviat de Brandenburg - Christian Konrad Sprengel, naturalista alemany conegut sobretot pels seus treballs sobre la sexualitat de les plantes (n. 1750).[14]
- 9 de maig - Viena: Elisabeth Teyber, soprano austríaca (n. 1748).[15]
- 10 de maig - París (França): Mateu Lluís Símon i Delitala, magistrat, polític i intel·lectual alguerès (n. 1761).[16]
- 12 de maig, Nottinghamshire: Edmund Beckett, advocat, rellotger i arquitecte
- 21 d'abril - Thornton (Anglaterra): Charlotte Brontë, escriptora anglesa (m. 1855).
- 5 de juny - Nàpols (Regne de Nàpols): Giovanni Paisiello, compositor italià (n. 1740).[17]
- 14 de juliol: Francisco de Miranda, general veneçolà (n. 1750).
- 17 de novembre - Kassel, Alemanya: Dorothea Viehmann, contista alemanya que forní molts contes als germans Grimm (n. 1755).[18]
- Salta, Virregnat del Riu de la Plata: Benet Maria Moixó i de Francolí, monjo cerverí benet que arribà ser arquebisbe de Charca (Amèrica del Sud).